# Sargus clavatus
Sargus clavatus är en tvåvingeart som beskrevs av Walker 1854. Sargus clavatus ingår i släktet Sargus och familjen vapenflugor. Inga underarter finns listade i Catalogue of Life.